# Victor Pálsson
Guðlaugur Victor Pálsson (ur. 30 kwietnia 1991 w Reykjavíku) – islandzki piłkarz grający na pozycji defensywnego pomocnika. Od 2017 jest zawodnikiem klubu FC Zürich.

## Kariera klubowa
Swoją karierę piłkarską Pálsson rozpoczął w klubie Fylkir. Następnie trenował w Aarhus GF i Liverpoolu. W 2010 roku stał się członkiem pierwszego zespołu Liverpoolu, jednak nie zadebiutował w nim. W 2011 roku został wypożyczony do grającego w League One, Dagenham & Redbridge.
Na początku 2011 roku Pálsson przeszedł do Hibernianu. Zadebiutował w nim 2 lutego 2011 w wygranym 2:0 domowym meczu z St. Mirren. W Hibernianie grał do końca 2011.
W 2012 roku Pálsson został zawodnikiem New York Red Bulls. W rozgrywkach Major League Soccer swój debiut zaliczył 11 marca 2012 w przegranym 1:2 wyjazdowym meczu z FC Dallas. W Red Bulls spędził pół roku.
Latem 2012 roku Pálsson przeszedł do NEC Nijmegen. Zadebiutował w nim 15 września 2012 w zremisowanym 2:2 wyjazdowym meczu z VVV Venlo.
Latem 2014 przeszedł do Helsingborgs IF, a latem 2015 do Esbjerg fB. W 2017 został zawodnikiem FC Zürich.
| Sezon   | Klub                 | Kraj              | Rozgrywki      | Mecze | Bramki |
| ------- | -------------------- | ----------------- | -------------- | ----- | ------ |
| 2009/10 | Liverpool            | Anglia            | Premier League | 0     | 0      |
| 2010/11 | Dagenham & Redbridge | Anglia            | League One     | 2     | 0      |
| 2010/11 | Hibernian            | Szkocja           | Premier League | 16    | 1      |
| 2011/12 | Hibernian            | Szkocja           | Premier League | 15    | 0      |
| 2012    | New York Red Bulls   | Stany Zjednoczone | MLS            | 16    | 0      |
| 2012/13 | NEC Nijmegen         | Holandia          | Eredivisie     | 27    | 1      |
| 2013/14 | NEC Nijmegen         | Holandia          | Eredivisie     | 23    | 2      |
| 2014    | Helsingborgs IF      | Szwecja           | Allsvenskan    | 12    | 2      |
| 2015    | Helsingborgs IF      | Szwecja           | Allsvenskan    | 21    | 1      |
| 2015/16 | Esbjerg fB           | Dania             | Superligaen    | 5     | 1      |
| 2016/17 | Esbjerg fB           | Dania             | Superligaen    | 30    | 2      |
| 2017/18 | FC Zürich            | Szwajcaria        | Super League   |       |        |

## Kariera reprezentacyjna
W reprezentacji Islandii Pálsson zadebiutował 4 czerwca 2014 roku w wygranym 1:0 towarzyskim meczu z Estonią, rozegranym w Reykjavíku. W 84. minucie tego meczu zmienił Gylfiego Sigurðssona.